# Wiktor Kamarzajew
Wiktor Wołodymyrowycz Kamarzajew, ukr. Віктор Володимирович Камарзаєв, ros. Виктор Владимирович Камарзаев, Wiktor Władimirowicz Kamarzajew (ur. 21 września 1956 w Prochładnyj, w Kabardyno-Bałkarskiej ASRR, Rosyjska FSRR) – ukraiński piłkarz, grający na pozycji obrońcy, trener piłkarski.

## Kariera piłkarska
W 1975 rozpoczął karierę piłkarską w wojskowej drużynie GWR w Niemczech, dokąd został powołany do służby wojskowej. Po zwolnieniu z wojska w 1978 został piłkarzem Spartaka Nalczyk. Wiosną 1981 został zaproszony do Metalista Charków. W 1987 odszedł do Drużby Majkop. Przed rozpoczęciem sezonu 1988 zasilił skład Majaka Charków, ale po pół roku przeszedł do Metałurha Zaporoże. W 1989 przeniósł się do Torpeda Zaporoże. W 1990 zakończył karierę piłkarza w Worskle Połtawa. W 1993 grał w drużynie amatorskiej Awanhard Merefa.

## Kariera trenerska
Po zakończeniu kariery piłkarskiej rozpoczął pracę szkoleniowca. Najpierw szkolił dzieci w Szkole Sportowej w Metalist Charków. W maju 1994 został mianowany na stanowisko głównego trenera Metalista Charków, którym kierował do końca 1995. Od 1996 do 2005 trenował drugą drużynę charkowskiego klubu. W grudniu 2005 stał na czele Arsenału Charków, w którym pracował do 2 lipca 2007. W lipcu 2007 dołączył do sztabu szkoleniowego klubu Hazowyk-ChHW Charków, którym kierował do końca 2007 roku. W 2011 prowadził kazachski Kajsar Kyzyłorda.

## Sukcesy i odznaczenia

### Sukcesy piłkarskie
Metalist Charków
- mistrz Pierwoj ligi ZSRR: 1981
- finalista Pucharu ZSRR: 1983